# Gianpaolo Mondini
Gianpaolo Mondini (Faenza, Emília-Romanya, 15 de juliol de 1972) va ser un ciclista italià, que fou professional entre 1996 i 2003. Les seves principals victòries foren una etapa al Tour de França i el Campionat d'Itàlia en contrarellotge.
Durant el Giro d'Itàlia de 2001, se li troben productes dopants a la seva habitació de l'hotel, i l'any següent se suspès durant 9 mesos.

## Palmarès
- 1996
  - Vencedor d'una etapa de la Volta a Polònia
- 1997
  - 1r a la Volta a Suècia i vencedor d'una etapa
  - Vencedor d'una etapa del Circuit des Mines
- 1998
  - 1r al Gran Premi de la indústria i el comerç artesanal de Carnago
- 1999
  - Vencedor d'una etapa de la Volta a Polònia
  - Vencedor d'una etapa de la Volta al Japó
  - Vencedor d'una etapa del Tour de França
- 2000
  - 1r al Circuit des bords flamands de l'Escaut
- 2003
  -  Campió d'Itàlia de contrarellotge

### Resultats al Giro d'Itàlia
- 1997. 67è de la classificació general.
- 2000. 109è de la classificació general
- 2001. 74è de la classificació general
- 2003. Fora de control (18a etapa)

### Resultats al Tour de França
- 1999. 81è de la classificació general. Vencedor d'una etapa

### Resultats a la Volta a Espanya
- 2003. 131è de la classificació general